# Ополье (Владимирская область)
Ополье — село в Юрьев-Польском районе Владимирской области России, входит в состав Красносельского сельского поселения.

## География
Село расположено в 5 км на север от райцентра города Юрьев-Польский близ автодороги 17А-1 Владимир — Юрьев-Польский — Переславль-Залесский.

## История
Возник как посёлок центральной усадьбы совхоза им. 17 партсъезда, образованного в 1931 году. В 1965 году переименован в посёлок Ополье Красносельского сельсовета.
С 2005 года — в составе Красносельского сельского поселения.

## Население
| 2002 | 2010 | 2021 |
| ---- | ---- | ---- |
| 812  | ↘736 | ↘592 |

## Инфраструктура
В селе находятся Опольевская основная общеобразовательная школа, детский сад № 10, фельдшерско-акушерский пункт, отделение федеральной почтовой связи.